# Begonia bufoderma
Espèce
Synonymes
- Begonia papillosa Lindl.[1]

Begonia bufoderma est une espèce de plantes de la famille des Begoniaceae.
Elle a été décrite en 1983 par Lyman Bradford Smith (1904-1997) et Dieter Carl Wasshausen (1938-…).